# Стало (Асколи Пичено)
Стало (итал. Stallo) насеље је у Италији у округу Асколи Пичено, региону Марке.
Према процени из 2011. у насељу је живело 13 становника. Насеље се налази на надморској висини од 285 м.